# 李发
李发（1913年—1957年3月25日），中国人民解放军将领、中国人民解放军开国少将。
曾任中国人民解放军31军副军长。1955年，授予中国人民解放军少将。1957年3月25日被伪装成警卫员潜伏的国民党特务杀害。。